# Cal Pebrot (Caldes de Malavella)
Cal Pebrot, abans Can Geroni Carreter, és un edifici situat al nucli urbà de Caldes de Malavella (Selva), a la Plaça de Sant Grau. És una obra inclosa en l'Inventari del Patrimoni Arquitectònic de Catalunya.

## Descripció
La casa, és de planta basilical, i té planta baixa, pis i golfes, les quals s'ubiquen en la crugia central, interrompent el taulat a doble vessant que dona als laterals. El teulat de les golfes també està cobert amb teulada a doble vessant. Els teulats tenen ràfec simple. Reconstruïda modernament, conserva l'arc rebaixat de la porta d'entrada, i dues finestres quadrangulars amb llinda monolítica, una de les quals conserva la data 1679, separada per unes estisores. Possiblement aquesta hagués estat l'habitatge d'un sastre o bé un ferrer (aleshores serien unes tenalles). Una inscripció i dibuix de la llinda indica "16 >8 79". L'edifici, està situat a la plaça de Sant Grau, i a la façana trobem una rajola amb una representació del Sant i la data 1984.